# Maxime Baca
Maxime Baca (Corbeil-Essonnes, 2 juni 1983) is een Franse voetballer (verdediger) die sinds 2009 voor de Franse eersteklasser FC Lorient uitkomt.
1 Johnsson ·
2 Ikoko ·
4 Koita ·
5 Rebocho ·
6 Phiri ·
7 Blas ·
8 Deaux ·
10 Benezet ·
11 Thuram ·
12 Ngbakoto ·
14 Julan ·
15 Sorbon ·
16 Caillard ·
18 Fofana ·
20 Eboa Eboa ·
22 Didot ·
23 Rodelin ·
24 Coco ·
25 Traoré ·
26 Roux ·
27 Tabanou ·
29 Kerbrat  ·
30 Petrić ·
Coach: Gourvennec